# Sobelair
Sobelair (Société Belge de Transports par Air SA) war eine belgische Charterfluggesellschaft und von 1949 bis 2001 ein Tochterunternehmen der belgischen Fluggesellschaft Sabena. Nach der Insolvenz der Fluggesellschaft Sabena blieb Sobelair als eigenständiges Unternehmen bestehen. Die Einstellung des Flugbetriebs erfolgte im Jahr 2004.

## Geschichte

### 1946 bis 1970

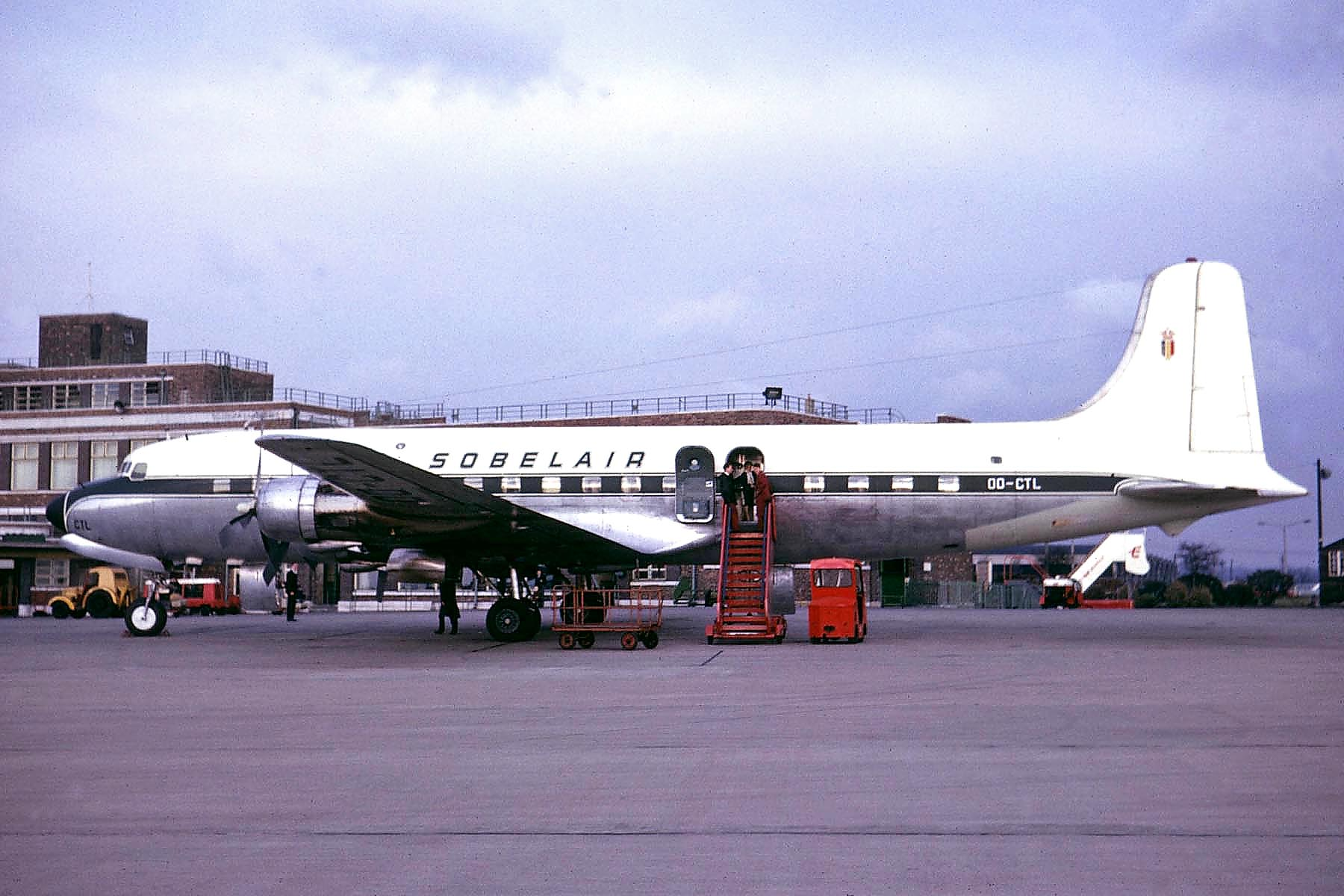
Mitte der 1960er-Jahre bestand die Flotte der Sobelair aus nur einer Douglas DC-6

Sobelair wurde am 30. Juli 1946 unter dem Namen Société d'Etude et de Transports Aériens (SETA) von ehemaligen Mitarbeitern der Sabena und Privatinvestoren gegründet. Das erste Flugzeug der Gesellschaft war eine Douglas DC-3. Die Betriebsaufnahme erfolgte am 15. Oktober 1946 mit einem über Paris geführten Frachtflug von Nizza nach Brüssel. Am 12. November 1946 wurde das Unternehmen zur Société Belge de Transports par Air (Sobelair) umfirmiert. Nachdem sich Anfang 1947 Investoren aus der Kolonie Belgisch-Kongo an der Gesellschaft beteiligt hatten, richtete Sobelair noch im selben Jahr eine über Kairo geführte Linienflugverbindung zwischen Brüssel und Elisabethville ein, die zunächst mit Flugzeugen des Typs Douglas DC-3 beflogen wurde. Zeitgleich eröffnete Sobelair als erste europäische Fluggesellschaft nach dem Zweiten Weltkrieg eine Linienverbindung nach Addis Abeba. Die staatliche Fluggesellschaft Sabena begann im Jahr 1948 damit, Unternehmensanteile zu erwerben und besaß ab dem Jahr 1949 eine 72%ige Mehrheitsbeteiligung an der Sobelair. Nach der Übernahme blieb die Fluggesellschaft als eigenständiges Tochterunternehmen der Sabena bestehen. Die Gesellschaft setzte im Jahr 1954 erstmals eine Douglas DC-4 auf ihren Langstrecken ein. Ab 1957 führte Sobelair auch regionale Liniendienste innerhalb der Kolonie Belgisch-Kongo mit Flugzeugen des Typs Cessna 310 durch. Nachdem die Republik Kongo ihre Unabhängigkeit erhalten hatte, wurden das innerafrikanische Liniennetz im Sommer 1961 an die neu gegründete Air Congo abgetreten. Im April 1962 stellte das Unternehmen auch die Langstreckenverbindung in den Kongo ein.
Sobelair nahm im Anschluss mit einer Douglas DC-6 touristische Charterflüge von Brüssel in die Mittelmeerregion auf. Zudem betrieb die Gesellschaft ab 1968 eine Fokker F-27 im Auftrag von Sabena auf deren regionalem Liniennetz.

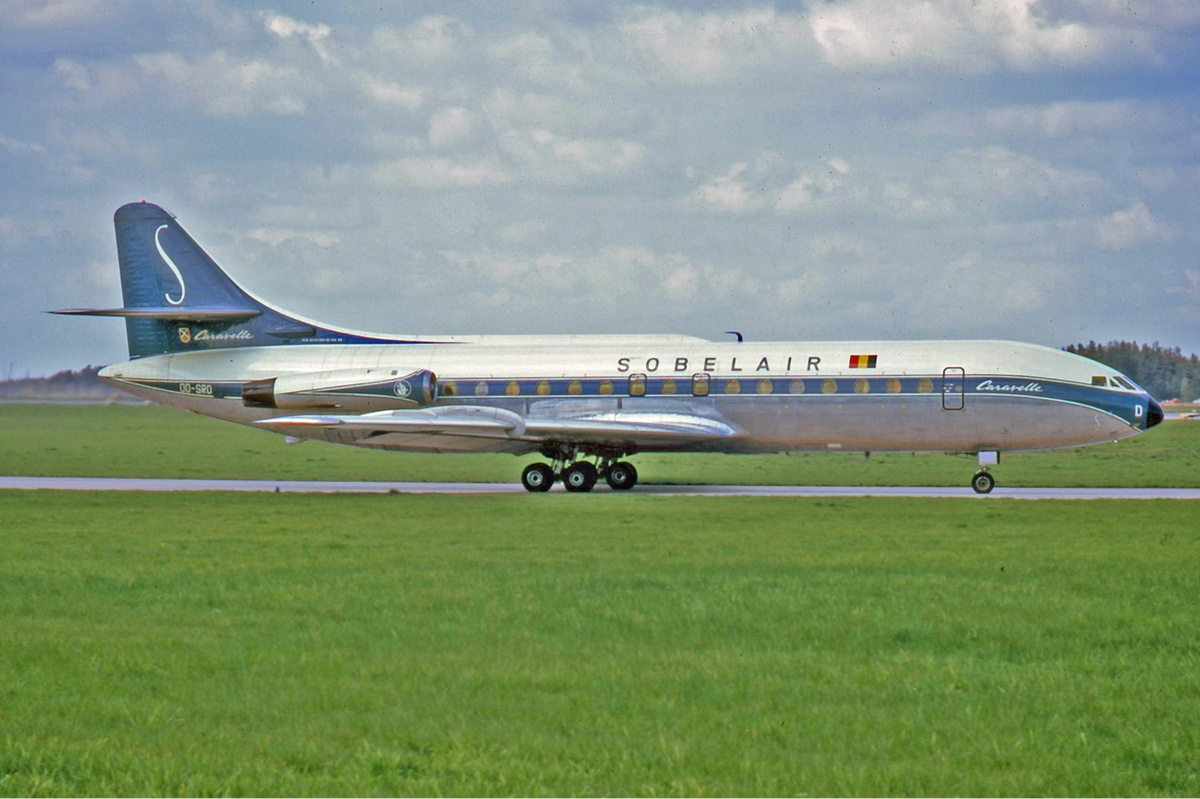
Eine Sud Aviation Caravelle VI-N der Sobelair im Jahr 1972

### 1971 bis 1999

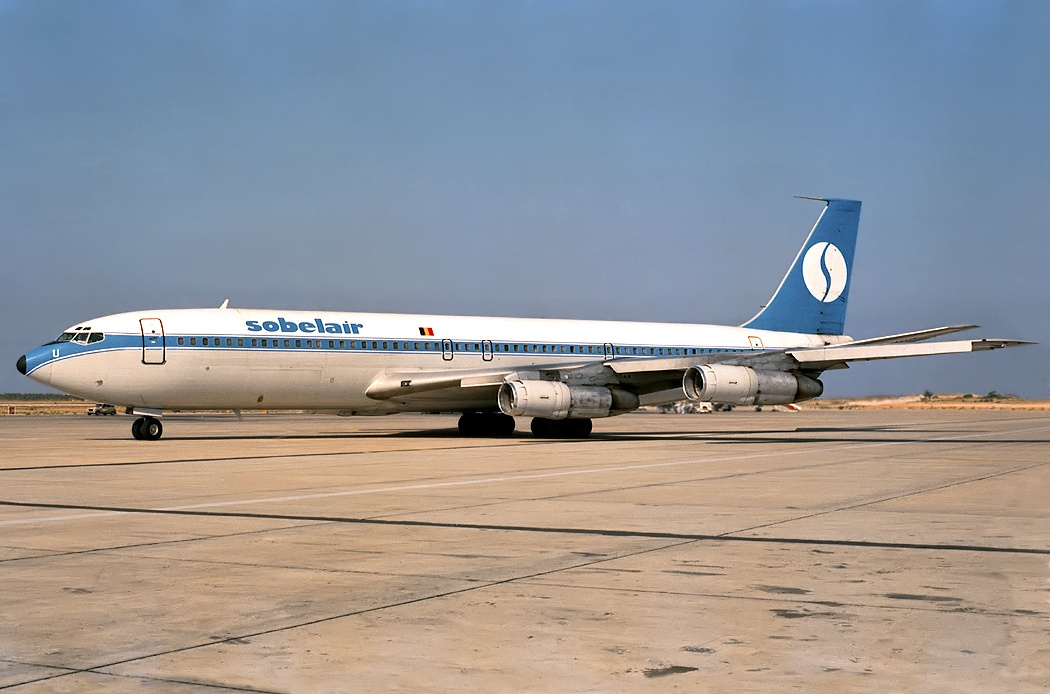
Eine mit Hush Kit nachgerüstete Boeing 707-300 setzte Sobelair bis 1989 ein

Das erste Strahlflugzeug des Unternehmens war eine Sud Aviation Caravelle VI-N, die im März 1971 von Sabena übernommen wurde. Anfang 1973 betrieb die Gesellschaft fünf Flugzeuge dieses Typs. Sobelair leaste im Jahr 1974 langfristig zwei Boeing 707-300 von der Muttergesellschaft, die auf Charterflügen nach Montevideo, Santiago de Chile, Mauritius und in die Karibik zum Einsatz kamen. Die Auswirkungen der ersten Ölkrise führten Mitte der 1970er-Jahre zum Konkurs mehrerer Reiseveranstalter und zu erheblichen Einbrüchen bei den Buchungszahlen. Infolgedessen wurde die Flottengröße reduziert. Im Jahr 1976 erhielten die drei verbliebenen Flugzeuge des Unternehmens eine Bemalung in Sabena-Farben und wurden überwiegend für diese im Linienverkehr eingesetzt. Der wieder gestiegene Bedarf an Pauschalreisen führte im Sommer 1978 dazu, dass Sobelair erneut Charterflüge unter eigenem Namen durchführte. Im Folgejahr setzte das Unternehmen zwei Boeing 737-200 und sechs Boeing 707 ein, davon zwei in Farben der Sabena. Zeitgleich begann die Gesellschaft verstärkt auf saisonale Nachfrageschwankungen zu reagieren, indem sie zusätzliche Flugzeuge während der Sommersaison anmietete und eigene Maschinen im Winter an andere Fluggesellschaften verleaste.
In den 1980er-Jahren stellte Sobelair ihre Flugzeuge des Typs Boeing 707 schrittweise außer Dienst und gab im Jahr 1986 die letzten Langstreckenverbindungen auf. Parallel dazu wurde die Flotte mit Maschinen der Typen Boeing 737-300 (ab 1987) und Boeing 737-400 (ab 1990) modernisiert.

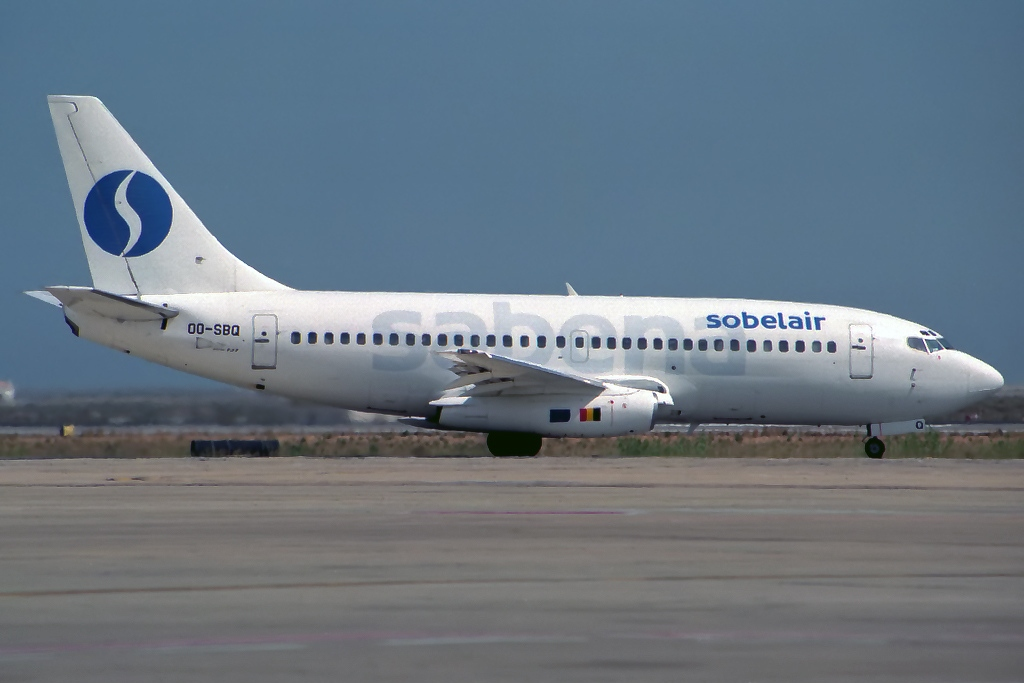
Eine Boeing 737-200 der Sobelair in der Bemalung der 1990er-Jahre

Im Jahr 1991 sicherte sich Sobelair eine Minderheitsbeteiligung an dem belgischen Reiseveranstalter Sun International und beteiligte sich zudem mit 35 % an dessen Fluggesellschaft Air Belgium. Mit einer aus acht Flugzeugen bestehenden Flotte beförderte das Unternehmen im Folgejahr 914.938 Passagiere. Nach der Liberalisierung des Luftverkehrsrecht in der Europäischen Union stationierte die Gesellschaft 1993 einige Flugzeuge in Spanien und Italien und setzte diese auf Charterflügen innerhalb des EU-Binnenmarktes ein. Nach der Auslieferung der ersten Boeing 767 wurden ab dem 2. Juli 1994 erneut Langstreckenflüge durchgeführt, zunächst nach Puerto Plata. Ab Herbst 1994 kamen Mombasa, Bangkok und Phuket als weitere Fernziele hinzu. Im Jahr 1995 beförderte Sobelair 1,2 Millionen Passagiere und führte 75 % aller belgischen Charterflüge aus. Nach der Übernahme einer zweiten Boeing 767 wurden ab Juli 1996 auch Charterflüge von Zürich über Brüssel nach San Francisco in Kooperation mit der Schweizer Fluggesellschaft BalairCTA durchgeführt, deren Mutterkonzern Swissair sich 1995 an Sabena beteiligt hatte.

### 2000 bis 2004
Im November 2001 meldete die Muttergesellschaft Sabena Insolvenz an. Sobelair konnte aus der Konkursmasse herausgelöst werden und den Charterflugbetrieb fortsetzen. Ihr wichtigster Kunde war zu diesem Zeitpunkt der Reiseveranstalter Jetair, ein belgisches Tochterunternehmen der Preussag AG (TUI), das 90 % seiner verkauften Flüge von Sobelair ausführen ließ. Auf der Suche nach neuen Investoren wurden daher ab Jahresende 2001 zunächst Verhandlungen mit der Preussag AG geführt, die aber im Februar 2002 ergebnislos abgebrochen wurden.
Im April 2002 kündigte der Geschäftsmann Aldo Vastapana die Übernahme von Sobelair durch seine Unternehmensgruppe Belgian World Airlines an, die auch Beteiligungen an der Fluggesellschaft SN Brussels sowie am Flughafen Brüssel-Zaventem besaß. Die Verhandlungen wurden im Juni 2002 erfolgreich abgeschlossen, nachdem die Gewerkschaften einem Lohnverzicht zugestimmt hatten und die Leasingraten der Flugzeuge gesenkt werden konnten. Unter dem neuen Eigentümer setzte Sobelair ab dem 25. November 2002, in Ergänzung zu ihren Charterdiensten, eine Boeing 767 auf drei wöchentlichen Linienflügen nach Johannesburg ein, die aber aufgrund der zu geringen Auslastung im Juli 2003 wieder eingestellt wurden. Im Verlauf des Jahres 2003 verschlechterte sich die wirtschaftliche Situation des Unternehmens erheblich. Zudem trat die Geschäftsleitung nach Differenzen mit dem Eigentümer im November 2003 zurück. Parallel dazu wurden erneut Verhandlungen mit dem TUI-Konzern geführt, der mittlerweile den Aufbau einer eigenen belgischen Charterfluggesellschaft plante. Sobelair beantragte Gläubigerschutz um die Verhandlungen mit TUI abschließen zu können. Das Handelsgericht Brüssel lehnte den Antrag jedoch ab und erklärte das Unternehmen am 19. Januar 2004 für zahlungsunfähig. Die Einstellung des Flugbetriebs erfolgte noch am selben Tag.

## Zwischenfälle
- Am 22. April 1960 wurde eine Douglas DC-4 (Luftfahrzeugkennzeichen OO-SBL) im Anflug auf Bunia (Kongo) bei schlechten Sichtbedingungen gegen einen Berg geflogen. Alle 35 Insassen wurden dabei getötet.[16]

- Am 20. Dezember 1970 musste eine Douglas DC-6B der Sobelair (OO-CTL) mit einem Hydraulik-Ausfall auf dem Flughafen Málaga (Spanien) gelandet werden. Nur das Bugfahrwerk und das linke Hauptfahrwerk waren ausgefahren. Die Maschine geriet nach links von der Landebahn ab und wurde irreparabel beschädigt. Alle 7 Besatzungsmitglieder, die einzigen Insassen auf dem Frachtflug, überlebten den Unfall.[17]

- Am 22. Dezember 1973 wurde eine Caravelle VI-N der Sobelair (OO-SRD), die durch Royal Air Maroc geleast war, im Anflug auf den Flughafen Tanger-Boukhalef bei Dunkelheit und Regen nahe der Stadt Tétouan in den Berg Mellaline im Rif-Gebirge geflogen. Alle 106 Insassen der Maschine kamen ums Leben (siehe auch Flugunfall einer Sud Aviation Caravelle der Royal Air Maroc 1973).[18]

- Am 29. März 1981 kehrte eine Boeing 707-300 (OO-SJA) kurz nach dem Start wegen eines Triebwerkbrandes nach Brüssel zurück, ohne dass Zeit blieb Kerosin abzulassen. Nach der Landung bremste die Besatzung das zu schwere Flugzeug ab, indem sie es von der Landebahn lenkte. Die Maschine wurde als Totalverlust abgeschrieben. Die 118 Insassen blieben unverletzt.[19]

## Flotte

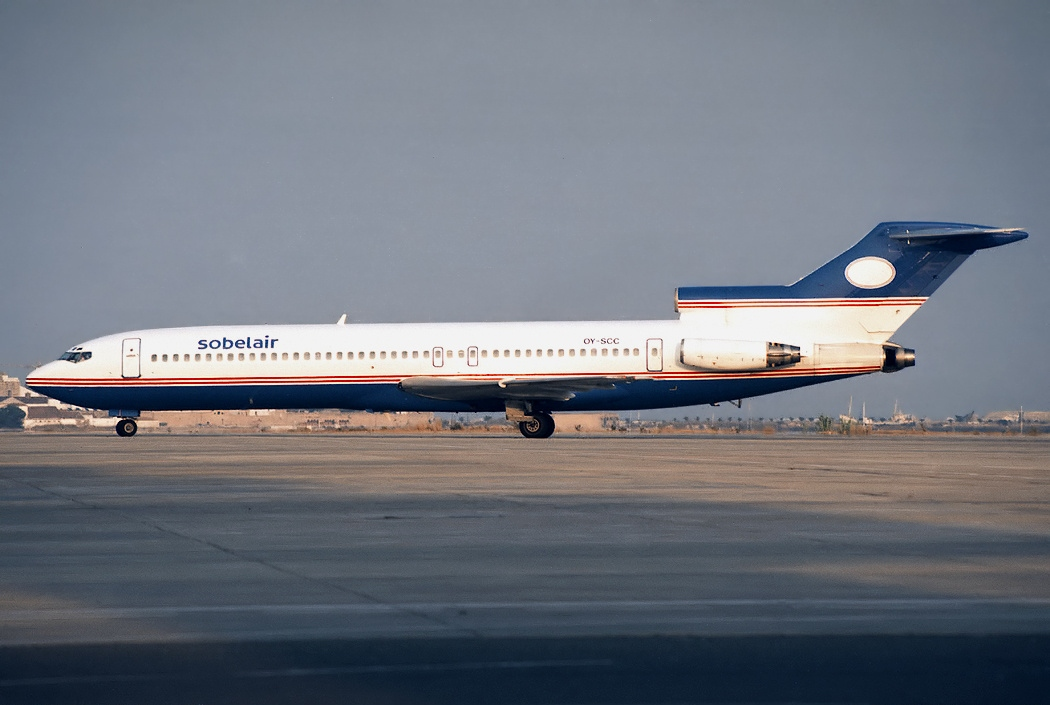
Eine Boeing 727-200, die 1995 von Sterling European Airlines geleast wurde

- Airbus A300 (geleast im Sommer 1993 bis 1999)
- Airbus A320 (geleast im Sommer 2000)
- Boeing 707-300 und 707-300C (1974 bis 1989)
- Boeing 720 (kurzzeitig geleast in den 1970er-Jahren)
- Boeing 727-200 (geleast im Sommer 1995 und 1996)
- Boeing 737-200, 737-300, 737-400 und 737-800 (1978 bis 2004)
- Boeing 767-300ER (1994 bis 2004)
- Cessna 310 (1957 bis 1961)
- Douglas DC-3 (1946 bis 1955)
- Douglas DC-4 (1954 bis 1960)
- Douglas DC-6B (1961 bis 1970)
- Douglas DC-10 (geleast im Jahr 1994)
- Fokker 27-400 (1968 bis 1971, betrieben in Farben der Sabena)
- McDonnell Douglas MD-83 (geleast im Sommer 1994)
- Sud Aviation Caravelle VI-N (1971 bis 1979)[20]